# Плінт (архітектура)
Плі́нт (через лат. plinthus від грец. πλίνθος — «цегла», «плитка», «брусок», звідси також «плінфа») — архітектурний термін, що вживається в таких значеннях:
- 1) нижня частина бази у підпори або п'єдесталу у вигляді товстої плити.
- 2) Завершення постаменту квадратною плитою, на якій підноситься скульптура або ваза.
- 3) Горизонтальна тяга, що прикриває стик стіни і підлоги.